# JAM3
JAM3‏ (Junctional adhesion molecule 3) هوَ بروتين يُشَفر بواسطة جين JAM3 في الإنسان.